# William Macnab
William Thomas Don Macnab né le 3 mai 1939 à  Glasgow en  Écosse  également connu sous le nom de Bill Macnab, est un homme d'affaires britannique. Est le fondateur de la multinationale pharmaceutique britannique Vitaflo International. Au cours de sa carrière chez Vitaflo, il a été PDG jusqu'en août 2010, date à laquelle la société a été rachetée par Nestlé,.

## Biographie

### Enfance et éducation
William Macnab est né le 3 mai 1939. Il est le fils de William Macnab, policier, et d'Annie Macnab. Avec eux et son frère de cinq ans son aîné, il vivait dans le quartier de Clydebank, dans la ville de Glasgow. Ici, Macnab étudiera à la Clydebank High School, une école publique de la région du West Dunbartonshire[réf. à confirmer].

### Université et début pré Vitaflo
Il a commencé à étudier la médecine à l'Université de Glasgow, où il a rencontré sa femme, Ena  (anciennement Ena Brunton Phillips). Même si Macnab ne terminera pas ses études. Au début des années 1980, il a commencé à travailler pour la société de nutrition SHS International, où il a rencontré Tony Partington et Maura O'Donell, qui rejoindront plus tard Vitaflo. Macnab était le directeur des ventes de SHS International jusqu'à son licenciement, ce qui a amené Macnab à le quitter. a fondé sa propre entreprise de nutrition, Vitaflo, en 1988. Lorsque SHS International a été racheté par Danone, ses anciens collègues, Tony Partington et Maura O'Donell, qui étaient des scientifiques en nutrition, ont également rejoint Vitaflo en tant que cadres.

### Vitaflo
Vivant dans la ville de Killearn, Macnab a fondé Vitaflo à Glasgow (Écosse), mais en 1998, il a décidé de déplacer le siège de Vitaflo à Liverpool, pour davantage de connexions internationales grâce aux investissements de la Clydesdale Bank. Au début des années 2000, l'entreprise s'est développée à l'international grâce aux investissements de la banque Clydesdale. les États-Unis pour développer leur département américain. En 2008, elle a été incluse dans le classement Microsoft Tech Track 100 du Sunday Times, qui répertorie les 100 entreprises technologiques à la croissance la plus rapide au Royaume-Uni.
Début 2010, il a été publié que l'entreprise avait connu une croissance de 30 % au cours des trois dernières années et avait réalisé un chiffre d'affaires de 24,4 millions de livres sterling; La même année, l'entreprise sera rachetée par Nestlé. En août 2010, Macnab et ses collègues ont décidé de vendre Vitaflo pour un montant non divulgué à Nestlé Health Science.
Macnab a officiellement démissionné de Vitaflo en 2011, transmettant le rôle de PDG à Caroline Charlseworth.

### Vie plus tard
Depuis 2011, Macnab a maintenu un profil public minimal. En 2022 perdu sa femme, le Dr Ena B. Macnab.